# Lenguas de Uruguay
Entre las lenguas de Uruguay, el idioma más hablado es el español en su variante rioplatense, hablado por la mayoría de la población
En algunas de las zonas fronterizas con Brasil se hablan variantes uruguayas del portugués, entre las cuales la más conocida es el portuñol riverense. Aproximadamente el 30% de los uruguayos entiende el idioma portugués.
La Lengua de Señas Uruguaya es la lengua natural de las personas de señas de las personas sordas en el país.
En el territorio uruguayo también se hablaron una serie de idiomas indígenas repartidos en dos grandes familias —las lenguas charrúas y las guaraníticas— pero que hoy en día no tienen hablantes nativos en el país. Entre las lenguas extranjeras también se hallan otras comunidades inmigrantes, como el bajo alemán menonita, italiano o el ruso.
El inglés y el portugués son enseñados como segunda lengua en la educación formal.

## Español
Un caso especial del uso de idioma español es en el departamento de Rocha, en donde —a diferencia del resto del país en donde predomina el voseo— predomina el tuteo, siendo una característica identitaria que permanece con fuerza en los jóvenes del departamento, lo cual mantiene su vitalidad frente a la variante dominante de Montevideo.
Si bien no hay una designación de idioma oficial general en la Constitución uruguaya, en el ámbito jurídico-procesal el español es el idioma oficial para la realización de todos los actos procesales, siendo necesaria la asistencia de un intérprete en caso de que una parte en el proceso judicial no lo comprenda.

## Dialectos portugueses de Uruguay
Existe en la región norte de Uruguay un conjunto de variantes del portugués que reciben el nombre científico de «Dialectos Portugueses del Uruguay». Su más conocida variante es llamada portuñol riverense (ninguna relación con el portuñol, la simple mezcla de portugués y español). Es hablado en la frontera entre Uruguay y Brasil, y más específicamente en la zona de las ciudades hermanas de Rivera y Santana do Livramento, como también entre las ciudades de Artigas y Quarai, y en el Chuy. Utilizan tal dialecto solamente los ciudadanos uruguayos.

## Segundas lenguas en la educación
En el sistema de educación pública, en la etapa escolar actualmente se enseñan lenguas extranjeras como segunda lengua principalmente al inglés, aunque también al portugués con especial énfasis en el área fronteriza con Brasil como segunda lengua y en el resto del país como lengua extranjera, al italiano como lengua de herencia por la histórica inmigración italiana en Uruguay en convenio con la Embajada de Italia en Uruguay, al francés como lengua extranjera en convenio con las Embajadas de Francia, Bélgica, Suiza y Canadá en Uruguay, y al chino como lengua extranjera a partir de 2019 en una experiencia piloto en convenio con la Embajada de China en Uruguay.
En la educación secundaria a nivel público el inglés —a diferencia de primaria hasta hace pocos años— la enseñanza del idioma está universalizada en todos los liceos. En el 2013, en el ciclo básico tenía una carga horaria de 4 horas semanales obligatorias, mientras que en el bachillerato son de 3 horas semanales que se podían exonerar si el alumno estudiaba el idioma en el ámbito privado y aprobaba un examen del idioma previo al inicio del año lectivo. Para los estudiantes que hubiesen estudiado el inglés en la secundaria pública se implementó el Proyecto de Acreditación de Inglés, para certificar los conocimientos aprendidos durante el ciclo básico y el bachillerato. A partir de la institución del Plan Ceibal, comenzó a impartirse clases de inglés para escolares a través de sesiones de videoconferencia interactivas, con el propósito de “democratizar” la enseñanza del idioma en Uruguay.
El aprendizaje de otras lenguas extranjeras diferentes del inglés en educación secundaria se realiza de forma paralela a través de los Centros de Lenguas Extranjeras, con cupos limitados, en donde los estudiantes pueden aprender otros idiomas como alemán, francés, italiano o portugués.
En el ámbito de la educación técnica profesional (UTU), también se imparten cursos de lenguas extranjeras, fundamentalmente de inglés y en algunos casos de portugués.

## Lenguas autóctonas
Las lenguas indígenas en la región se hablaban desde tiempos inmemoriales. Los pobladores originarios del espacio territorial y cultural rioplatense estaban presentes desde al menos hace unos 10500 años. De gran parte de este período no hay acuerdo entre los expertos sobre qué etnias poblaban el territorio. En el siglo XVI la población se dividía en dos macroetnias, una charrúa de características más bien pampeanas y patagónicas, y otra más afín a los pueblos en Brasil. Este panorama cambió para el siglo XVIII con el establecimiento de guaraníes en las misiones jesuíticas y su posterior dispersión en el sur de Brasil y en Uruguay. Sin embargo no hay certezas sobre las poblaciones que habitaban el territorio y su cultura, lo cual hace difícil definir qué idiomas indígenas se hablaban. Al momento del contacto con los europeos, se reportaron las lenguas charrúas y el guaraní.

### Lenguas charrúas
Las lenguas charrúas son un conjunto de lenguas habladas en la región rioplatense, comprendiendo parte de Argentina, Uruguay y el sur de Brasil, que eran habladas por algunas etnias indígenas de la región. Esta familia lingüística aislada se caracteriza por su pobre documentación y descripción. Todas ellas excepto una están extintas y ninguna se habla actualmente en el territorio uruguayo. Se tiene testimonio que al menos se hablaban en lo que es hoy Uruguay el chaná, el charrúa y el güenoa o minuán. De estos, el chaná es lengua viva en Argentina ya que tiene un hablante en la provincia de Entre Ríos.
Del chaná existe un vocabulario y breve descripción gramatical realizada por Dámaso Antonio Larrañaga en 1815 y en tiempos modernos el testimonio del entrerriano Blás Jaime con ayuda del lingüista Viegas Barros (2005-2013), siendo esta la lengua mejor documentada, con un corpus lingüístico y gramatical considerable. Del charrúa solamente existen dos listas de vocabularios escritas por el médico Teodoro Vilardebó en la década de 1840, obtenida del testimonio de un militar uruguayo y de una descendiente de indígenas, y algunas palabras aisladas recogidas por exploradores europeos, en algunos casos de dudosa filiación. Del güenoa existe solamente un catecismo elaborado en el siglo XVIII  por el abate Hervás y Panduro.

### Guaraní
El guaraní es una lengua de la familia tupí-guaraní hablada por aproximadamente 8 a 12 millones de personas en el Cono Sur de América, incluyendo a los guaraní hablantes (que lo utilizan como idioma materno o nativo), y también a los que utilizan como segunda lengua, así como lengua extranjera. Este es idioma oficial en Paraguay, Corrientes (Argentina) y del MERCOSUR.
No se conoce con certeza cuándo llegaron los pueblos guaraní parlantes en el actual territorio uruguayo, sin embargo, en hallazgos arqueológicos la llegada de los guaraníes prehispánicos se habría dado alrededor del 1200 de esta era. No obstante, la mayor cantidad de ellos llegó luego de la época de las misiones jesuíticas, cuando los guaraníes allí asentados comenzaron a migrar a distintas regiones, entre ellas al futuro territorio uruguayo.
Hasta la llegada de los europeos a América del Sur, el guaraní era la lengua más hablada en la cuenca del Plata, hablándose desde el mar Caribe hasta el Río de la Plata. Luego de la colonización, la extensión del guaraní sirvió a los conquistadores europeos como lingua franca para comunicarse con otras etnias indígenas del territorio. Luego de las corrientes migratorias de guaraníes después del final de las misiones jesuíticas, el uso del guaraní en Uruguay tuvo un impacto importante en la toponimia del país, al ser estos quienes le daban a los conquistadores sus denominaciones de los distintas accidentes geográficos o de la fauna y flora. El guaraní permaneció como lengua viva al norte del río Negro, utilizada por estos indígenas misioneros. Andrés Lamas en 1843 decía que el guaraní todavía se hablaba en la población rural del Uruguay, de la que una considerable parte de ella eran peones de ascendencia guaraní, y en el litoral del Paraná, Uruguay y Paraguay. Incluso hubo un testimonio del uso del guaraní en la década de 1920 en el departamento de Salto.
Con el transcurso del tiempo el uso del guaraní se fue perdiendo en el territorio uruguayo ya que los descendientes de aquellos guaraníes no mantuvieron su habla.
En las últimas décadas cuatro familias de la etnia guaraní mbyá, provenientes de Brasil y Paraguay, migraron o transitaron por el territorio uruguayo se asentaron en áreas rurales. Estas personas son hablantes multilingües de guaraní en su variante mbyá, de portugués y de español.

## Lenguas alóctonas

### Lenguas africanas
La población africana traída al Río de la Plata como mano de obra esclava llegó en varias oleadas según el tráfico esclavista, y a menudo los africanos de un mismo pueblo no permanecían juntos, sino que eran destinados a varios lugares con africanos de otras regiones africanas, buscando los esclavistas con esto evitar rebeliones al estar aglomerados africanos que son hablantes de lenguas mutuamente incomprensibles. Esto significó que llegaron al Río de la Plata varias lenguas africanas de familias lingüísticas muy distintas, aunque en el siglo XIX predominaban los esclavos provenientes del Congo. Además, la situación oriental difería de la de otras colonias, debido a que no había una aislación geográfica y sociodemográfica como para desarrollarse una lengua afrocriolla, ya que vivían en mayor número en las ciudades. Esto fomentó la pérdida de las lenguas africanas y facilitó la adopción del español. En algunos casos el uso de las lenguas africanas convivió en los afrodescendientes con el uso del español y persistieron durante más tiempo en las zonas más alejadas de las ciudades.
Este uso dio con el tiempo origen al dialecto bozal, con una gramática propia y cambios sonoros con las lenguas africanas. Varias manifestaciones de este dialecto formaron parte de la expresividad de las versiones tempranas del tango y candombe.
Los orígenes de migrantes africanos provinieron de tres regiones: África occidental (etnias fula, mina, magi, hausa), África centro-occidental (benguela, cabinda, camundá, casanche, congo, luanda-angola, lubolo, monyolo, quisama) y África sudoccidental (mozambique). Por lo tanto se estima que gran parte de ellos eran hablantes de lenguas bantú: los congo y cabinda hablaban quicongo, los angola, camundá, luanda, lubolo, quisama y songo hablaban quimbundo, y los benguela y monyolo hablaban umbundo.

### Italiano
La ola migratoria de fines del siglo XIX y principios del siglo XX, trajo con ella gran cantidad de italianos y con ellos sus costumbres y su lengua. Esta convivencia con el español y su relativa integración, propició que estas se mezclaran en diversos dialectos, entre éstos el lunfardo y el cocoliche. El lunfardo recibió vertientes desde varios idiomas y modismos, incluyendo el italiano, mientras que el cocoliche, se caracterizó por la mezcla del español, con el italiano. Este pidgin se extendió en el Río de la Plata y se mantuvo hasta mediados del siglo  XX, ha sido caracterizado y satirizado ampliamente como elemento del sainete criollo.

### Ruso
El ruso es una lengua indoeuropea de la rama eslava oriental, hablada predominantemente en Rusia y con presencia en los países de la antigua Unión Soviética. 
El ruso llegó a Uruguay con la inmigración a principios del siglo XX de dos comunidades rusas distintas: del Cáucaso los creyentes del grupo religioso Nueva Israel quienes se asentaron en San Javier, y los antiguos creyentes del cristianismo ortodoxo ruso a Colonia Ofir, siendo el primero de estos la población más numerosa de descendientes de rusos.
En el caso de San Javier, la integración con la sociedad mayoritaria llevó a que se adoptara el uso del español. El uso del ruso poco a poco fue disminuyendo durante el siglo XX en un tiempo en que se buscaba construir un país homogéneo a través de la escuela pública, laica y gratuita, y además, si bien no fue un factor determinante, contribuyó a ello la represión sufrida por la comunidad durante la dictadura. A mediados de 2009 hubo un convenio para impartir clases de idioma ruso como segunda lengua a los estudiantes de la escuela pública de San Javier, para mantener vivo el idioma.
La comunidad de Colonia Ofir habla predominantemente en ruso y muy pocos de ellos hablan en español. Las lecturas de la Biblia la hacen en eslavo antiguo.

### Bajo alemán menonita
Los inmigrantes menonitas que llegaron del delta del Vístula al país en las décadas de 1940 y 1950 se organizaron en tres colonias agrícolas, Colonia Delta, El Ombú y Gartental, a donde los migrantes trajeron el uso del idioma bajo alemán.

## Lengua de señas uruguaya
La Lengua de Señas Uruguaya (LSU) es la lengua de señas de las personas sordas en Uruguay. Está en uso desde 1910, y en 2001 fue reconocida como lengua natural de los sordos por la Ley n.º 17378. A mediados de 2019 el decreto reglamentario de la nueva ley de medios estableció la obligatoriedad para todos los noticieros de colocar un recuadro en la imagen con un intérprete de lengua de señas.